# Adam Joseph Exner

Erzbischofswappen von Adam Exner

Adam Joseph Exner OMI (* 24. Dezember 1928 in Killaly, Saskatchewan; † 5. September 2023 in Grayson, Saskatchewan) war ein kanadischer römisch-katholischer Ordensgeistlicher und Erzbischof von Vancouver.

## Leben
Adam Exner trat der Ordensgemeinschaft der Hünfelder Oblaten bei und empfing am 7. Juli 1957 die Priesterweihe.
Papst Paul VI. ernannte ihn am 16. Januar 1974 zum Bischof von Kamloops. Der Erzbischof von Grouard-McLennan, Henri Légaré OMI, spendete ihm am 12. März desselben Jahres die Bischofsweihe; Mitkonsekratoren waren James Francis Carney, Erzbischof von Vancouver und Charles Aimé Halpin, Erzbischof von Regina. Die Amtseinführung im Bistum Kamloops fand am 28. März desselben Jahres statt.
Am 31. März 1982 wurde er zum Erzbischof von Winnipeg ernannt und am 23. Juni desselben Jahres in das Amt eingeführt. Am 25. Mai 1991 wurde er zum Erzbischof von Vancouver ernannt. Am 10. Januar 2004 nahm Papst Johannes Paul II. sein altersbedingtes Rücktrittsgesuch an.
Er starb am 5. September 2023 in Grayson.

## Einzelnachweis
1. ↑  Archbishop Adam Exner, OMI, dies at age 94. In: bccatholic.ca. 6. September 2023, abgerufen am 6. September 2023 (englisch).

| Vorgänger                           | Amt | Nachfolger           |
| ----------------------------------- | --- | -------------------- |
| Michael Alphonsus Harrington        | Bischof von Kamloops 1974–1982                                                                            | Lawrence Sabatini CS |
| George Bernard Kardinal Flahiff CSB | Erzbischof von Winnipeg 1982–1991                                                                         | Leonard James Wall   |
| James Francis Carney                | Erzbischof von Vancouver 1991–2004                                                                        | Raymond Roussin SM   |
| —                                   | Großprior der Canadian Lieutenancy of Vancouver des Ritterordens vom Heiligen Grab zu Jerusalem 1996–2007 | Raymond Roussin      |

| Personendaten    | Personendaten                                                                |
| ---------------- | ---------------------------------------------------------------------------- |
| NAME             | Exner, Adam Joseph                                                           |
| ALTERNATIVNAMEN  | Exner, Adam                                                                  |
| KURZBESCHREIBUNG | kanadischer römisch-katholischer Ordensgeistlicher, Erzbischof von Vancouver |
| GEBURTSDATUM     | 24. Dezember 1928                                                            |
| GEBURTSORT       | Killaly                                                                      |
| STERBEDATUM      | 5. September 2023                                                            |
| STERBEORT        | Grayson, Saskatchewan                                                        |